# Víctor Valverde da Silva
Víctor Valverde da Silva (nascut el 26 de desembre de 2001) és un futbolista català que juga d'extrem a l'Albacete Balompié.

## Vida personal
Valverde va néixer a Figueres, Catalunya, fill de Juanito Valverde, exfutbolista de la UE Figueres, i mare brasilera.

## Carrera professional
Després de començar la seva carrera al Figueres, Valverde va debutar amb el primer equip als 16 anys el 6 de maig de 2018, en una derrota per 1-0 a casa a Tercera Divisió contra l'EC Granollers. El 27 de juny de 2019, després de consolidar-se com a membre del primer equip, va deixar el club i es va incorporar al Girona FC, inicialment assignat a la plantilla juvenil.
El 27 d'agost de 2020, Valverde va tornar a Figueres en qualitat de cedit. El 27 de juliol de l'any següent, va fitxar pel Gimnàstic de Tarragona i va ser cedit a l'equip filial CF Pobla de Mafumet de la Tercera Divisió RFEF.
Titular habitual del Pobla, Valverde va participar en un partit de Primera Federació amb el Nàstic abans de ser cedit a la UE Olot de Segona Federació el 19 de gener de 2023. El 4 d'agost, va passar al CF Badalona Futur de quarta categoria.
Valverde va guanyar la Copa Federació d'Espanya del 2023 amb el Badalona  abans de passar a l'Atlético Sanluqueño CF de tercera divisió el 3 de juliol de 2024. El següent 23 de gener va ser traspassat al Vila-real CF per uns rumors de 100.000 €, i va ser assignat al filial també de tercera divisió.
El 23 de juny de 2025, Valverde va signar un contracte de tres anys amb l'Albacete Balompié de Segona Divisió.

## Palmarès
Badalona Futur
- Copa Federación d'España: 2023 [7]